# Фэрбэрн, Джордж
Джордж Эрик Фэ́рбэрн (англ. George Eric Fairbairn; 18 августа 1888, Мельбурн, Виктория — 20 июня 1915, Bailleul) — британский гребец, серебряный призёр летних Олимпийских игр 1908.

## Биография
На Играх 1908 в Лондоне Фэрбэрн вместе Филиппом Вердоном соревновался среди двоек распашных без рулевого. Они дошли до финала, но проиграли там другой британской паре и заняли второе место.